# Ptolemeu Alorita
Ptolemeu Alorita o Ptolemeu I d'Aloros（Πτολεμαῖος) fou rei i regent de Macedònia per uns dos o tres anys (vers 368 aC a 365 aC) a la mort d'Alexandre II de Macedònia.
Diodor de Sicília diu que era fill d'Amintes II de Macedònia però això es creu que és un error. Dexip diu que no pertanyia a la casa reial. Durant el regnat d'Alexandre II (fill gran d'Amintes II), Ptolemeu estava al front d'una revolta en la que reclamava el tron. Pelòpides va fer fou cridat per arbitrar, i va confirmar a Alexandre com a rei; Pelòpides per assegurar el compliment del pacte es va emportar amb ell cap a Tebes alguns ostatges, però no gaire després de sortir Pelòpides del país, Alexandre fou assassinat (368 aC o 367 aC) segons Diòdor de Sicília per Ptolemeu Alorita (al que presenta com germà d'Alexandre) i segons Justí, per les intrigues de la seva mare Eurídice. Demòstenes diu que l'assassí es deia Apol·lòfanes.
Amb connivència o no d'Eurídice, Ptolemeu va ser proclamat llavors rei sense oposició, però es va aixecar en armes un nou pretendent, Pausànies de Macedònia. Alorita es va salvar per la intervenció del general atenenc Ifícrates que va col·locar al tron a un germà menor d'Alexandre II, Perdicas III de Macedònia, i Alorita va romandre com a regent.
Després d'això el partidaris d'Alexandre II es van revoltar novament i van demanar ajut a Pelòpides que va envair Macedònia amb una força de mercenaris. Ptolemeu li va sortir al pas i li va oferir la seva submissió, i va obtenir la confirmació com a regent, donant alguns ostatges com a garantia de la seva bona disposició amb els tebans, i va quedar obligat a abandonar les seves amistoses relacions amb els atenencs tot l'ajut que havia rebut d'Ifícrates.
Va continuar administrant el poder fins que vers el 364 o 363 aC fou assassinat pel rei Perdicas III que no volia la seva tutela.